# N559a (Frankrijk)
De nationale weg 559a of RN 559a was een Franse nationale weg die Aubagne met Cassis verbond. Na de hervorming van 1972 werd het verlaagd tot RD 559a. 

## Oude route van Aubagne naar Cassis (D559a)
- Aubagne (km 0)
- Roquefort-la-Bédoule (km 6)
- Cassis (km 11)